# Tomo-chan Is a Girl!
Tomo-chan Is a Girl! (トモちゃんは女の子?, Tomo-chan wa onnanoko!, lett. "Tomo è una ragazza!") è un manga yonkoma scritto e disegnato da Fumita Yanagida. Il manga venne distribuito sul sito web Saizensen della casa editrice Kōdansha dal 7 aprile 2015 al 14 luglio 2019 e pubblicato in otto volumi. Un adattamento anime, prodotto dallo studio Lay-duce, è andato in onda il 5 gennaio fino al 30 marzo 2023.

## Trama
Tomo Aizawa è stata in grado di confessare con successo alla sua cotta Junichiro Kubota. Il problema è che lui la vede solo come una sua amica poiché pensava che fosse un ragazzo fino a quando non sono andati alle scuole medie. Ma nonostante questo, Junichiro la considera ancora come un ragazzo. In qualche modo, Tomo dovrà convincerlo e conquistare il suo cuore, facendogli capire che in realtà lei sia davvero una ragazza.

## Personaggi
Tomo Aizawa (相沢 智?, Aizawa Tomo)
Doppiata da: Rie Takahashi
Tomo è la protagonista della serie. Ha un carattere che eccelle nello sport e ha una cotta per il suo amico d'infanzia Junichirou Kubota, ma lui rimane ignaro dei suoi sentimenti. Tomo è una ragazza alta dalla pelle chiara con capelli rossi corti e lunghi fino al collo spettinati, occhi rossi, piccole zanne e ha un aspetto muscoloso e magro con un busto considerevole, che è notato da molte persone per essere attraente.
Junichiro Kubota (久保田 淳一郎?, Kubota Junichirō)
Doppiato da: Kaito Ishikawa
Junichirou è il protagonista della serie, come Tomo. È l'amico d'infanzia di cui Tomo è innamorato. Tuttavia, la vede solo come uno dei ragazzi, cosa che la rende frustante per Tomo. Jun è un ragazzo molto alto con i capelli neri che ha la frangia appesa su entrambi i lati e gli occhi neri. Quando Junichiro è vicino a Tomo Aizawa, è giocoso, leggermente aggressivo e un po' 'appiccicoso nei suoi confronti. Tuttavia, si dice che lui sorride quando le è vicino, mentre, quando non c'è lei, risulta freddo e distaccato.
Misuzu Gundo (群堂 みすず?, Gundō Misuzu)
Doppiata da: Rina Hidaka
Misuzu è un'amica d'infanzia di Tomo Aizawa ed ex fidanzata di Junichirou. È una ragazza bassa con i capelli neri lunghi fino al petto che sono legati da uno elastico azzurro dove è posato sulla sua spalla sinistra e occhi neri. Misuzu è una ragazza piuttosto contorta che ama prendere in giro le persone e anche ingannarle facendole credere di essere una ragazza carina. Anche se sembra malvagia, in realtà è una brava ragazza che, alla fine, aiuta le persone quando diventa serio ed è anche infantile.
Carol Olston (キャロル・オールストン?, Kyaroru Ōrusuton)
Doppiata da: Sally Amaki
Carol è un'amica di Tomo Aizawa di origine britannica. È una ragazza che ha i capelli biondi ricci accompagnati con un cerchietto e occhi verdi. Carol è una testa d'aria. Eccentrica, quasi permanentemente allegra e totalmente ignara di come funziona la società moderna, era convinta che la famiglia di tutti fosse come la sua. Sembra anche che le piaccia prendere in giro e spingere i suoi confini con tutti. Spesso fa osservazioni schiette molto casualmente, anche a perfetti sconosciuti. Nonostante sia fisicamente debole, sembra non temere nessuno, compresi i delinquenti.
Kosuke Misaki (御崎 光助?, Misaki Kōsuke)
Doppiato da: Kōhei Amasaki
Kosuke è un compagno di classe di Tomo. Ha una faccia da ragazza, tanto che quando Junichiro ha visto una sua foto, ha pensato che fosse una ragazza fino a quando non lo ha incontrato. Ha i capelli biondi e gli occhi azzurri. Misaki è un ragazzo molto timido ma volitivo. Durante la sua giovinezza, era un bambino cupo.
Tatsumi Tanabe (田辺 達巳?, Tanabe Tatsumi)
Doppiato da: Yoshitsugu Matsuoka
Tatsumi è un compagno di classe e amico di Junichiro. Ha i capelli corti e castani e i suoi occhi sono pure marroni. Inizialmente, era insolitamente interessato alla relazione tra Junichiro e Tomo. Notando che Misuzu non sorrideva mai, poi, ha fatto la sua missione per farla sorridere, ha provato a fare facce buffe e raccontare barzellette, ma tutto ciò che ha ottenuto in cambio è stato che Misuzu minacciava di pugnalarlo con una matita e con del nastro adesivo per chiudergli la bocca. Ha fatto marcia indietro e non ci ha più riprovato dopo.

## Media

### Manga
Scritto e disegnato da Fumita Yanagida, il manga è iniziato con la serializzazione sul sito web Saizensen della casa editrice Kodansha dal 7 aprile 2015 al 14 luglio 2019 pubblicando il primo volume il 9 ottobre 2015 e l'ultimo il 12 settembre 2019 con un totale di 8 volumi tankobon.

#### Volumi
| Nº | Data di prima pubblicazione | Data di prima pubblicazione | Data di prima pubblicazione |
| Nº | Giapponese                  | Giapponese                  |                             |
| -- | --------------------------- | --------------------------- | --------------------------- |
| 1  | 9 ottobre 2015              | ISBN 978-4-06-369537-3      |                             |
| 2  | 4 febbraio 2016             | ISBN 978-4-06-369544-1      |                             |
| 3  | 9 luglio 2016               | ISBN 978-4-06-369552-6      |                             |
| 4  | 26 gennaio 2017             | ISBN 978-4-06-369562-5      |                             |
| 5  | 10 agosto 2017              | ISBN 978-4-06-369579-3      |                             |
| 6  | 10 febbraio 2018            | ISBN 978-4-06-511152-9      |                             |
| 7  | 12 settembre 2018           | ISBN 978-4-06-513113-8      |                             |
| 8  | 12 settembre 2019           | ISBN 978-4-06-516696-3      |                             |

### Anime
L'adattamento anime è stato annunciato durante la fiera Anime Expo il 7 luglio 2022. È prodotto dallo studio Lay-duce e diretto da Hitoshi Nanba, con Megumi Shimizu che si occupa della composizione della serie, il character design è curato da Shiori Hiraiwa e colonna sonora di Masaru Yokoyama. La serie è andata in onda il 5 gennaio fino al 30 marzo 2023 sulle reti Tokyo MX, BS11, GTV, GYT e MBS. La sigla di apertura è Kurae! Telepathy (くらえ！テレパシー?, Kurae! Terepashī) cantata da Maharajan, mentre la sigla di chiusura è yurukuru＊love cantata da Rie Takahashi, Rina Hidaka e Sally Amaki (ep. 2-9, 11-13) e da Kaito Ishikawa, Kōhei Amasaki e Yoshitsugu Matsuoka (ep. 10). In Italia, la serie è stata trasmessa in versione sottotitolata su Crunchyroll, così come nel resto del mondo.

#### Episodi
| Nº | Titolo italiano Giapponese 「Kanji」 - Rōmaji | In onda          | In onda |
| Nº | Titolo italiano Giapponese 「Kanji」 - Rōmaji | Giapponese       |         |
| 1  | Voglio che mi veda come una ragazza! 「女の子に見られたい！」 - Onnanoko ni miraretai!Il terrificante invito a duello 「戦慄の挑戦状」 - Senritsu no chōsenjō                                                                     | 5 gennaio 2023   |         |
| 2  | La gonna di Tomo 「トモのスカート」 - Tomo no SukātoLa diva della scuola 「学園のアイドル」 - Gakuen no Aidoru | 12 gennaio 2023  |         |
| 3  | Il segreto della migliore amica 「親友の秘密」 - Shinyū no himitsuUsciamo insieme! 「デートしようぜ！」 - Dēto shiyouze! | 19 gennaio 2023  |         |
| 4  | Il motivo dietro al sorriso 「笑顔の理由」 - Egao no riyūVoglio scherzare come fa una ragazza 「女子っぽく戯れたい」 - Joshippoku tawamuretaiGli eroi scivolano spesso 「ヒーローはよく転ぶ」 - Hīrō wa yoku korobu               | 26 gennaio 2023  |         |
| 5  | Le donne di casa Olston 「オールストン家の女たち」 - Ōrusuton-ka no onna-tachiUn sentimento incedibile 「オールストン家の女たち」 - Yuzurenai omoiL'emozionante serata giochi! 「ドキドキ! ゲーム合宿」 - Dokidoki! Gēmu gasshuku | 2 febbraio 2023  |         |
| 6  | Il regalo di compleanno 「バースデープレゼント」 - Bāsudē PurezentoFiamme roventi al torneo di dodgeball! 「燃えろ!球技大会」 - Moero! Kyūgi taikai                                                                               | 9 febbraio 2023  |         |
| 7  | Il giuramento di Junichiro 「淳一郎の誓い」 - Junichirō no chikaiE se Tomo si mettesse il costume? 「トモが水着に着替えたら」 - Tomo ga mizugi ni kigaetara                                                                       | 16 febbraio 2023 |         |
| 8  | La notte del festival estivo 「夏祭りの夜」 - Natsumatsuri no yoruIl senso di distanza fra i due 「二人の距離感」 - Futari no kyorikan                                                                                            | 23 febbraio 2023 |         |
| 9  | Il vero volto dell'angelo 「天使の素顔」 - Tenshi no sugao | 2 marzo 2023     |         |
| 10 | L'esito della sfida 「勝負の行方」 - Shōbu no yukuePer restare migliori amici... 「親友でいるために......」 - Shinyū de iru tame ni......                                                                                         | 9 marzo 2023     |         |
| 11 | Il mio primo part-time 「初めてのアルバイト」 - Hajimete no arubaitoLa Cenerentola abbandonata 「置いてけぼりのシンデレラ」 - Oitekebori no Shinderera                                                                            | 16 marzo 2023    |         |
| 12 | Addio, mio migliore amico 「さよなら、親友」 - Sayonara, shinyū | 23 marzo 2023    |         |
| 13 | Per restarti accanto... 「隣にいるために...」 - Tonari ni iru tame ni... | 30 marzo 2023    |         |

## Accoglienza
Nell'ambito della guida ai manga dell'autunno 2018 di Anime News Network, Rebecca Silverman, Amy McNulty, Faye Hopper e Teresa Navarro hanno recensito il primo volume del manga per il sito web. Silverman, McNulty e Navarro hanno elogiato i personaggi e i disegni, mentre Hopper è stato più critico nei confronti della trama.
Nel 2016, la serie ha vinto il Next Manga Award nella categoria web manga.